# Села (Осилниця)
Села (словен. Sela) — поселення в общині Осилниця, регіон Південно-Східна Словенія, Словенія.